# آتشفشان مولسیبر
آتشفشان مولسیبر (به هلندی: Mulciber) یک آتشفشان است که در هلند واقع شده‌است.